# Mühldorf (Basse-Autriche)
Pour les articles homonymes, voir Mühldorf.
Mühldorf est une commune autrichienne du district de Krems en Basse-Autriche.